# Palazzo Adriano
Palazzo Adriano is een gemeente in de Italiaanse provincie Palermo (regio Sicilië) en telt 2453 inwoners (31-12-2004). De oppervlakte bedraagt 129,1 km², de bevolkingsdichtheid is 19 inwoners per km².

## Demografie
Palazzo Adriano telt ongeveer 1016 huishoudens. Het aantal inwoners daalde in de periode 1991-2001 met 8,6% volgens cijfers uit de tienjaarlijkse volkstellingen van ISTAT.
| Jaar | Inwoneraantal |
| ---- | ------------- |
| 1991 | 2767          |
| 2001 | 2530          |

## Geografie
Palazzo Adriano grenst aan de volgende gemeenten: Bivona (AG), Burgio (AG), Castronovo di Sicilia, Chiusa Sclafani, Corleone, Lucca Sicula (AG), Prizzi.

## Film
Palazzo Adriano was de setting voor het plein van het fictieve stadje Giancaldo in de film Nuovo Cinema Paradiso van Giuseppe Tornatore (1988). De cinema zelf was een tijdelijke constructie.

## Galerij

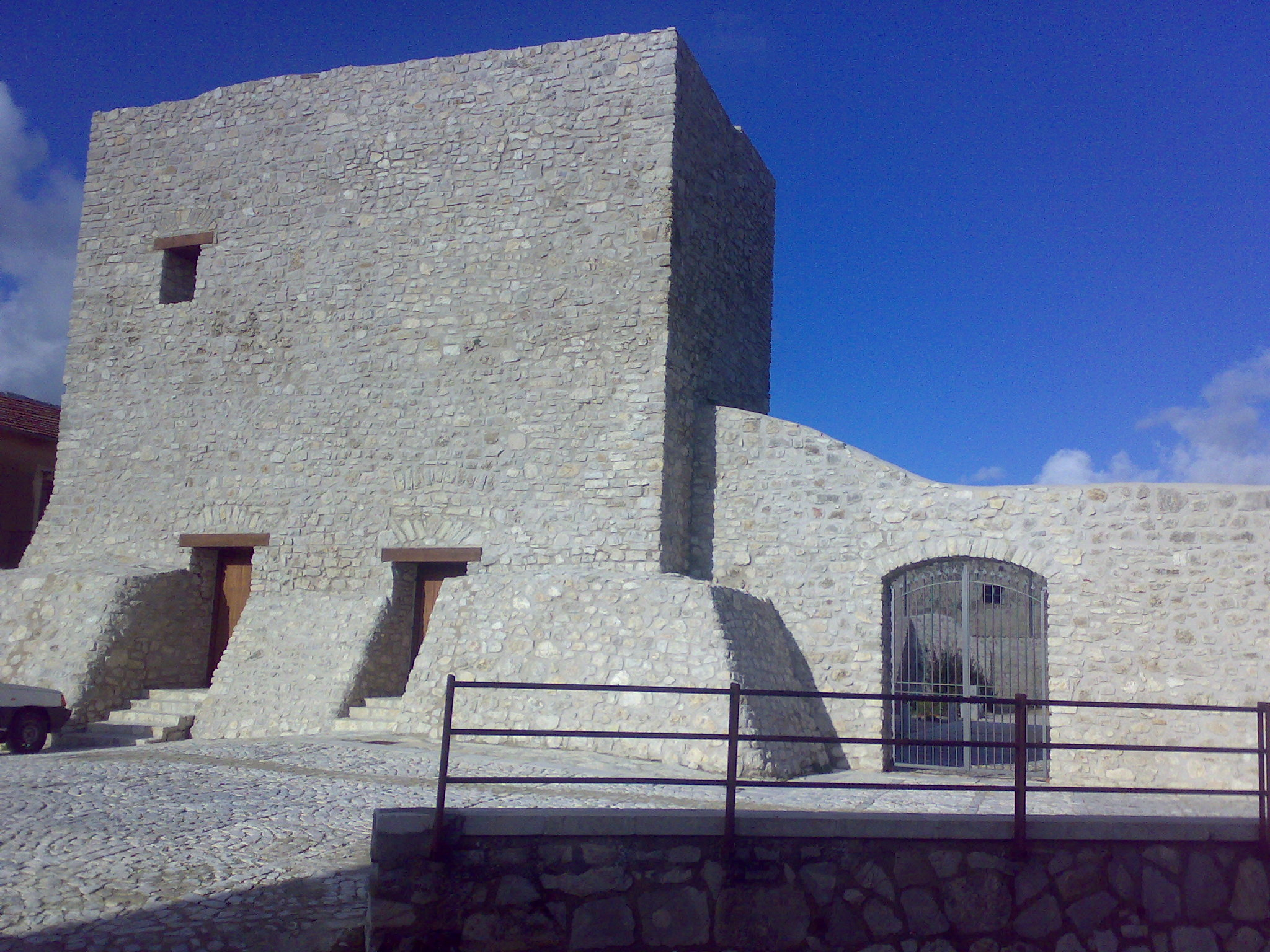
Kasteel
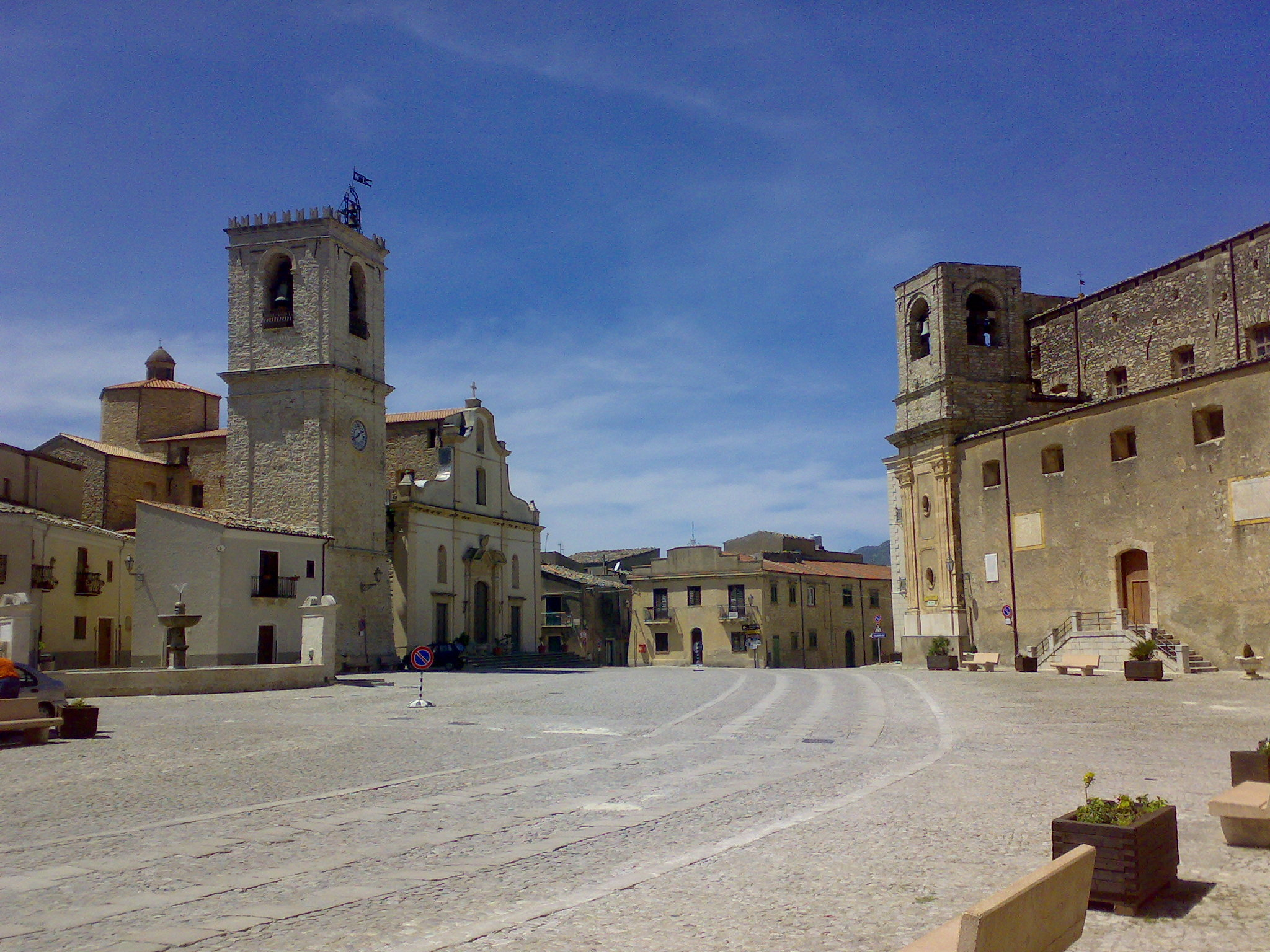
Plein
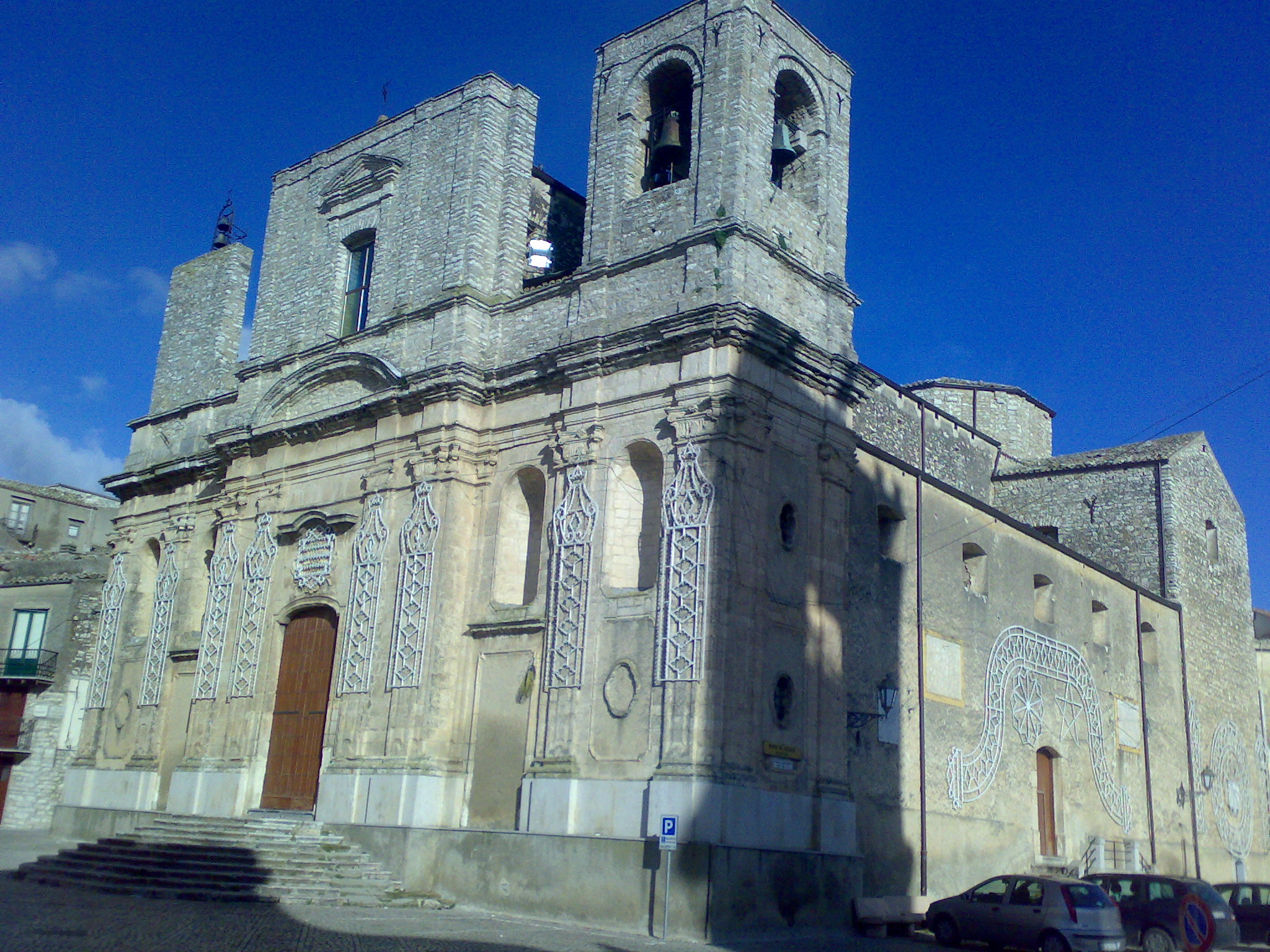
Griekse kerk
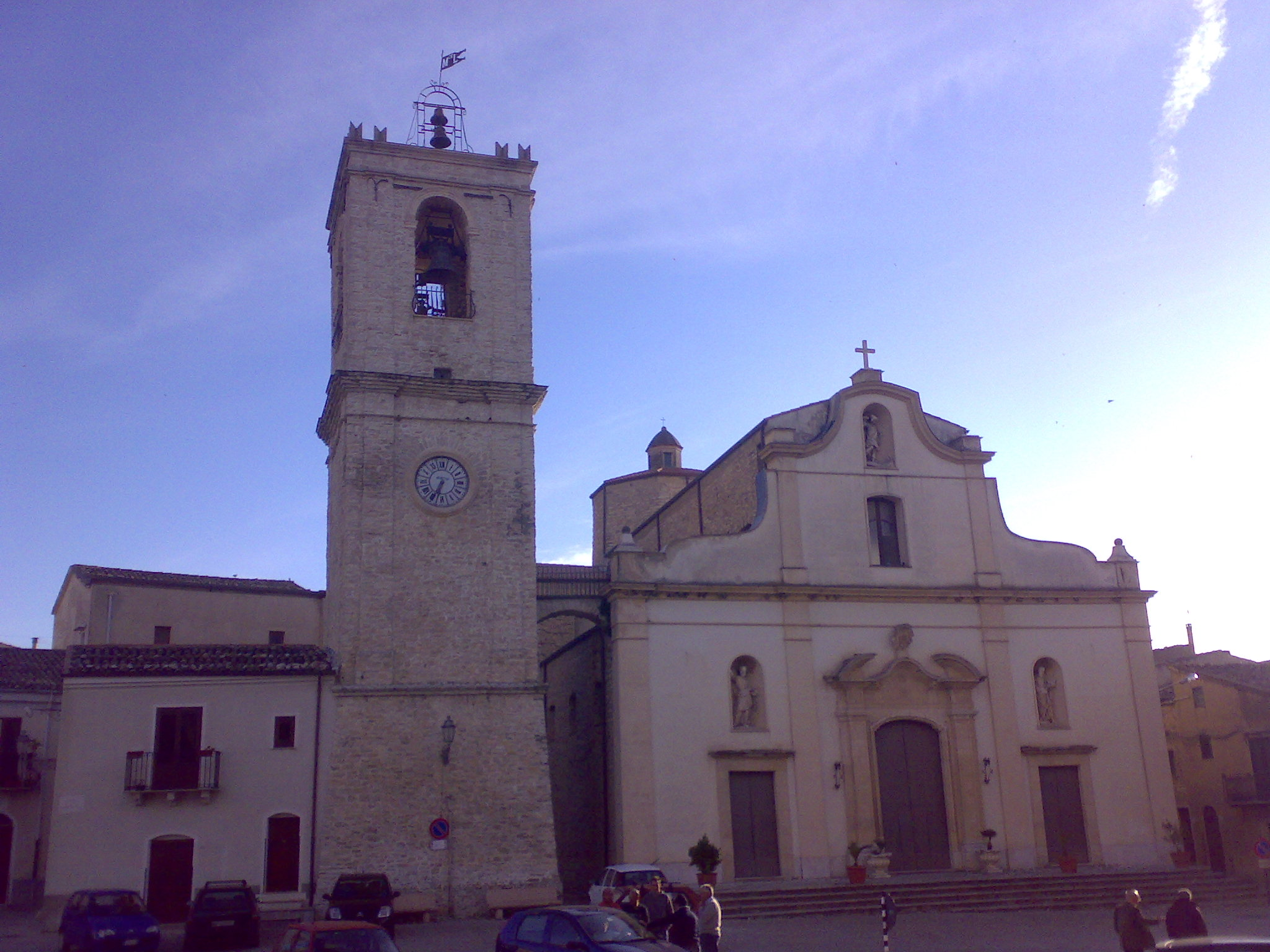
Kerk
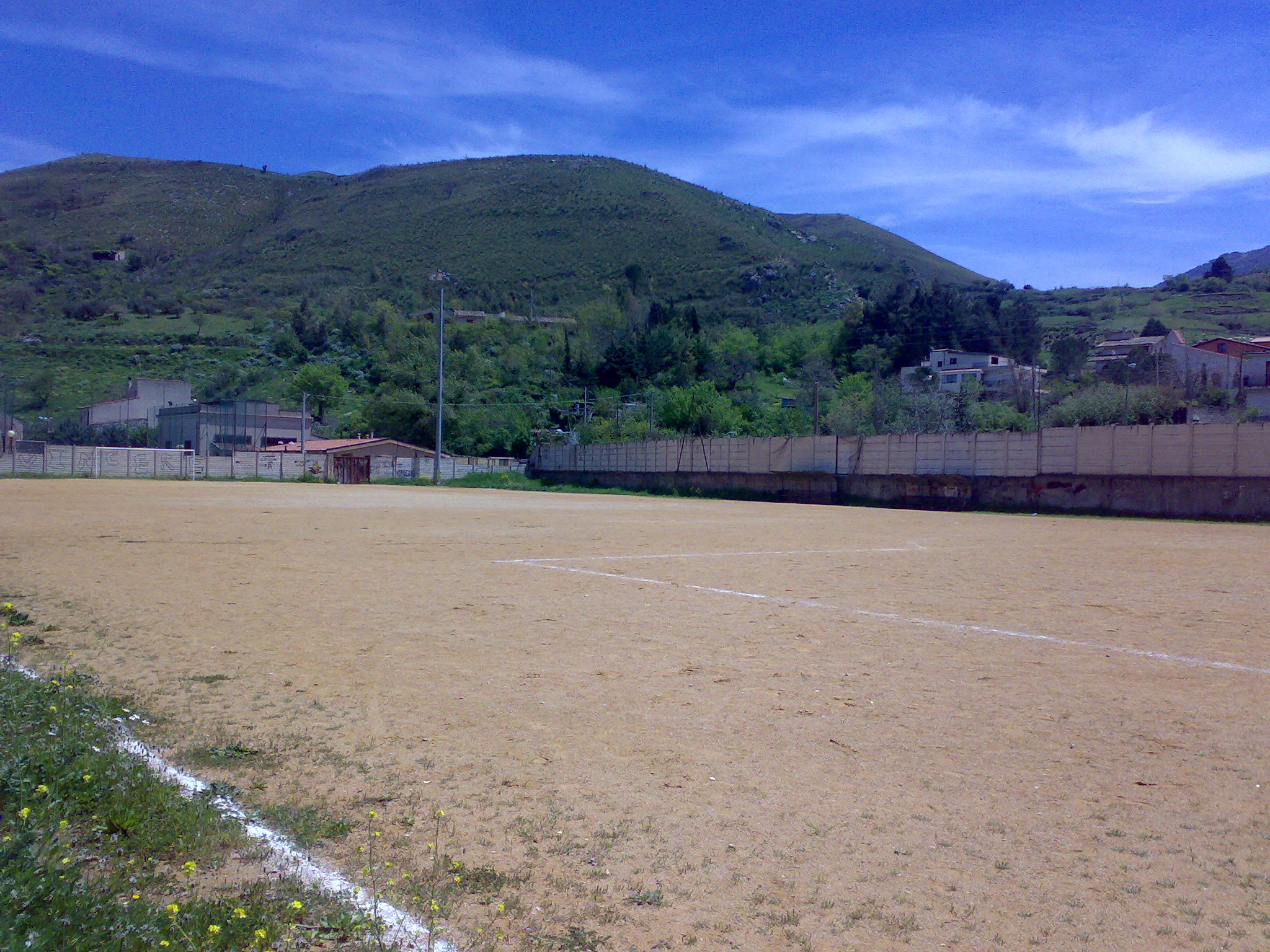
Stadion

Alia · Alimena · Aliminusa · Altavilla Milicia · Altofonte · Bagheria · Balestrate · Baucina · Belmonte Mezzagno · Bisacquino · Blufi · Bolognetta · Bompietro · Borgetto · Caccamo · Caltavuturo · Campofelice di Fitalia · Campofelice di Roccella · Campofiorito · Camporeale · Capaci · Carini · Castelbuono · Casteldaccia · Castellana Sicula · Castronovo di Sicilia · Cefalà Diana · Cefalù · Cerda · Chiusa Sclafani · Ciminna · Cinisi · Collesano · Contessa Entellina · Corleone · Ficarazzi · Gangi · Geraci Siculo · Giardinello · Giuliana · Godrano · Gratteri · Isnello · Isola delle Femmine · Lascari · Lercara Friddi · Marineo · Mezzojuso · Misilmeri · Monreale · Montelepre · Montemaggiore Belsito · Palazzo Adriano · Palermo · Partinico · Petralia Soprana · Petralia Sottana · Piana degli Albanesi · Polizzi Generosa · Pollina · Prizzi · Roccamena · Roccapalumba · San Cipirello · San Giuseppe Jato · San Mauro Castelverde · Santa Cristina Gela · Santa Flavia · Sciara · Scillato · Sclafani Bagni · Termini Imerese · Terrasini · Torretta · Trabia · Trappeto · Ustica · Valledolmo · Ventimiglia di Sicilia · Vicari · Villabate · Villafrati
1. ↑  https://demo.istat.it/?l=it.